# Ясен Атанасов
Ясен Атанасов е български поет, писател и журналист.

## Биография
Роден е на 4 март 1971 г. в София. Завършва културология в Софийския университет „Св. Климент Охридски“, специализира философия и история на изкуството в Милано и културен мениджмънт в Париж. Докторант във Факултета по журналистика и масови комуникации на Софийския университет. Публикувал е журналистически материали, социални, политически и културологични анализи, художествени текстове и преводи във водещите български издания.
Ясен Атанасов е сред основателите на литературното списание „Ах, Мария“. Бил е водещ редактор на колекциите от книги „Америка ХХ“ и „Елит“ на издателство „Парадокс“. Заедно с Румен Баросов създава Фондация за българска литература. Драматург на танц-театър проекта „Линч“ на Мила Искренова.
Сценарист и режисьор на документалния филм „Приказки от брат Вим“, посветен на култовия немски режисьор Вим Вендерс, официална селекция на фестивала МТФ „Златна ракла“’2007.
През 2000 г. е куратор на феста „Поезия – пърформънс & електронен авангард“, впоследствие преименуван на София: Поетики. От 2008 г. е артистичен директор на феста София: Поетики.
От 2013 г. Ясен Атанасов е главен редактор на списание „ЛИК“.

## Отличия
Носител на годишната награда на Съюза на българските журналисти за 2007 г.